# مركز بروكنجز الدوحة
مركز بروكنجز الدوحة هو مركز تابع لمعهد بروكنجز في العاصمة الأمريكية واشنطن. تأسس في عام 2008، يقدم بحوثًا وتحليلات مستقلة حول منطقة الشرق الأوسط وشمال أفريقيا.

## الأبحاث
يلتزم المركز بتقديم أبحاث ميدانية تتناول نقاشات السياسات الإقليمية والدولية؛ مُركزاً على إشراك شخصيات بارزة حكومية وإعلامية وأكاديمية ورجال أعمال وممثلين عن المجتمع المدني بشأن مجالات أساسية:
1. العلاقات الدولية في الشرق الأوسط، مع التركيز على أهمية العلاقات بين دول المنطقة وكذلك العلاقات بين الشرق الأوسط والولايات المتحدة وآسيا.
2. الصراعات والتحولات بعدها، بما في ذلك مسألة الأمن وعمليات السلام وإعادة الإعمار.
3. الاستراتيجيات الاقتصادية والمالية في دول الشرق الأوسط، بما في ذلك الجغرافيا السياسة واقتصاديات الطاقة.
4. الحكم والإصلاح المؤسساتي، بما في ذلك الديمقراطية والعلاقات بين الدول والمواطنين.

يشجع مركز بروكنجز الدوحة، الذي يفتح المجال أمام كافة وجهات النظر مهما اختلفت، على التبادل القيّم للآراء بين منطقة الشرق الأوسط والمجتمع الدولي.

## مبادرات

### مشروع مركز بروكنجز الدوحة –جامعة ستانفورد
مشروع «مركز بروكنجز الدوحة – جامعة ستانفورد» هو مبادرة مشتركة لمدة ثلاث سنوات بين مركز بروكنجز الدوحة ومركز التنمية والديموقراطية وسيادة القانون في جامعة ستانفورد. يسعى هذا المشروع إلى الجمع بين العمل الأكاديمي والبحوث الميدانية ذات الصلة بالسياسات من خلال التحليل المنهجي على شكل النظم الانتخابية وصياغة القانون والتنمية السياسية للأحزاب وعمليات الحوار الوطني.
ويتم ذلك من خلال إشراك الخبراء والممارسين من خلفيات متنوعة في العالمين العربي والغربي، توفر هذه المبادرة أصوات جديدة وأبحاث علمية موثقة من داخل العالم العربي وخارجه للمساعدة في توجيه السياسة وتقديم المساعدة التنموية للبلدان ذات الأهمية الإستراتيجية.

### منتدى بروكنجز الدوحة للطاقة ومنصة أبحاث الطاقة
يركز منتدى بروكنجز الدوحة للطاقة المميز على التحولات البنيوية في عملية التوازن العالمية للعرض والطلب، والتي تتزامن مع التغير السريع وغير المسبوق في منطقة الشرق الأوسط. تتمركز أماكن الطلب الجديدة في جنوب وشرق آسيا كما في الولايات المتحدة وأوروبا. تم إنشاء منتدى بروكنجز الدوحة للطاقة بمبادرة من مركز بروكنجز الدوحة ومبادرة بروكنجز لأمن الطاقة.
يعالج المنتدى والبحوث المرتبطة به المواضيع التالية:
- العلاقة الاستراتيجية المتنامية بين الشرق الأوسط وآسيا.
- الآثار الاقتصادية للتحول نحو الشرق والتركيز عليه من قبل الموردين في الشرق الأوسط.
- تأثير التحول على الحكم والشفافية في الدول المنتجة.[4]

## انتقادات
يتعرض المركز للانتقادات بسبب علاقته بالحكومة القطرية ويصنفه البعض بأنه أحد «أذرعة» الماكينة الدعائية القطرية لنشر أفكار وسياسات الإخوان المسلمون.
ونشرت صحيفة نيويورك تايمز تقريراً يقول أن «ثمة دولاً صغيرة يصعب عليها كسب الثقة والقوة سريعا في واشنطن -في إشارة إلى قطر-، ما يدفعها إلى تمويل مراكز الأبحاث هناك لكسب الثقة، وبعض مراكز الأبحاث كانت واضحة في كونها لن تخدم سوى تلك الدول التي تمولها»، وأوضحت أن المركز تلقى دعماً قطرياً بلغ قرابة 15 مليون دولار في 2013، و3 ملايين دولار في 2011.
وكشف التقرير عن وجود اتفاقات ضمنية بين الحكومة القطرية ومركز بروكينجز تقضي بعدم التعرض للحكومة القطرية بأي مواقف ناقدة، في التقارير والأبحاث التي يصدرها المركز، إذ قال سليم علي - باحث زائر عمل في بروكينجز الدوحة -: «إن كان عضو في الكونجرس يستعين بتقارير بروكينجز، يجب عليه أن يعي أنه لا يسمع القصة كاملة»، وأفاد أنه في مقابلته الوظيفية تم إعلامه بعدم التعرض لقطر بأي مواقف سلبية.
واعتبرت بعض الصحف أن بعض الابحاث والدراسات التي يجريها المركز تصب في خانة الإساءة للمملكة العربية السعودية.
فيما نشرت صحف أخرى معلومات تفيد بأن وزارة الخارجية القطرية قدمت دعماً مالياً بنحو 10 ملايين دولار لبروكينجز «لإعداد وإصدار سلسلة من الدراسات والبحوث، تتضمن هجوماً على الجيش المصري والقائد العام له المشير عبد الفتاح السيسي في محاولة لتأليب الرأي العام الأمريكي ضد مصر.»
وفي مقال تحت عنوان «يديرها مستشارو حمد بن جاسم والشيخة موزة ومقرب من حكومة الدوحة: مراكز الأبحاث.. أذرع قطر للتدخل بالبحرين»، اتهمت الصحيفة البحرينية المركز «بأنه ينفذ سياسات دولة قطر للتدخل في شئون الآخرين، حيث ينتهج سياسة سلبية تجاه البحرين، وسبق أن قام باستغلال عدد من القضايا على الساحة البحرينية للإساءة إلى المملكة، ومن ذلك محاولته عقد مؤتمر في الدوحة في 2012 حول الوضع السياسي في البحرين بعنوان: "ماذا بعد تقرير بسيوني؟"، ودعا إليه عددًا من الأشخاص المناوئين للبحرين، كما حاول اثنان من العاملين في المركز دخول البحرين في 2012 حيث تبين أنهما يقومان بإعداد دراسات عن الثورات العربية.»

## الزمالة والتدريب

### برنامج الزمالة الزائرة
يستغرق برنامج الزمالة الزائرة في مركز بروكنجز الدوحة من ستة أشهر إلى تسعة أشهر حيث يتم خلالها إجراء بحث فردي، والتفاعل مع مراكز صنع السياسات وعرض بحوثهم في ورشة عمل.
يتم اختيار الزملاء الزوار من مناصب عليا ومتوسطة في الحكومات، مؤسسات الفكر والرأي، الجامعات، المؤسسات الإعلامية في الولايات المتحدة، الشرق الأوسط أو من أماكن أخرى. أغلب المتقدمين الناجحين في هذا البرنامج هم من حملة شهادة الدكتوراة أو ممن يمتلكون خبرة واسعة في العمل الحكومي أو المجتمع المدني أو خبرة مهنية عالية بالإضافة إلى التحدث باللغة الإنجليزية بطلاقة.
ينهي الزملاء الزوار كتابة موجز سياسة واحد ودراسة تحليلية واحدة خلال فترة وجودهم في مركز بروكنجز الدوحة.

### برنامج الزميل غير المقيم
يستضيف مركز بروكنجز الدوحة ثلاث أو أقل من الزملاء غير المقيمين لمدة سنة واحدة والقابلة للتجديد. يجب على المرشحين أن يكونوا علماء مبدعين، محللين أو موظفين حكوميين سابقين ويملكون الخبرة الكافية في واحدة من اختصاصات مركز بروكنجز الدوحة الثلاث وهي: الديمقراطية والإصلاح السياسي؛ القوى الناشئة في الشرق الأوسط؛ الصراع وعمليات السلام في المنطقة.

### برنامج الزمالة المشتركة بين مركز بروكنجز الدوحة وجامعة قطر
خلال أربعة إلى ستة أشهر، سيقوم الزملاء بتقديم دورة في الجامعة بالإضافة إلى فرصة إعداد بحث وكتابة واحد أو اثنان من موجز السياسات في المواضيع ذات الصلة ونشرها عن طريق مركز بروكنجز الدوحة. سيعمل الزملاء أيضاً على توسيع منصة مركز بروكنجز للأبحاث بالعمل على كتابة المقالات والآراء كعالم تابع لمركز بروكنجز الدوحة.
يتوجب على الزملاء تدريس مادة دراسية واحدة خلال الفصل الدراسي (16 أسبوع) في جامعة قطر لإحدى المواضيع التي يختارها أو تختارها. من الممكن أن تكون المادة إحدى المواد التي يوفرها برنامج جامعة قطر للشؤون الدولية (التاريخ، العلوم السياسية، الاقتصاد، العلاقات الدولية)، أو أي موضوع ذو صلة ومحدّد في برنامج الزمالة. سيكون تدريس المواد بطريقة الحوار المفتوح لتمكين الطلاب من تنمية وصقل أفكارهم ومهاراتهم البحثية بطريقة أكاديمية. سيشرف الزملاء على بحوث أربعة طلاب أو أقل من جامعة قطر، مما سيساهم في الحياة الفكرية للجامعة.

### برامج التدريب
يستضيف مركز بروكنجز الدوحة بانتظام متدربين من جامعة قطر وجامعة جورجتاون في قطر وجامعة ستانفورد وغيرها من المؤسسات المحلية والإقليمية لمدة فصل دراسي أو فصل دراسي صيفي.

## وصلات خارجية
- موقع مركز بروكنجز الدوحة الإلكتروني
- صفحة المركز على موقع تويتر